# Heliophanus macentensis
Heliophanus macentensis là một loài nhện trong họ Salticidae.
Loài này thuộc chi Heliophanus. Heliophanus macentensis được Lucien Berland & Millot miêu tả năm 1941.